# I wiek
I wiek – pierwsze stulecie umownej „naszej ery”, trwające od 1 do 100 roku. Nastąpił po I wieku p.n.e., a przed II wiekiem. W chronologii nie występuje rok zerowy, ani zerowy wiek.
Lata: 1 2 3 4 5 6 7 8 9 10 11 12 13 14 15 16 17 18 19 20 21 22 23 24 25 26 27 28 29 30 31 32 33 34 35 36 37 38 39 40 41 42 43 44 45 46 47 48 49 50 51 52 53 54 55 56 57 58 59 60 61 62 63 64 65 66 67 68 69 70 71 72 73 74 75 76 77 78 79 80 81 82 83 84 85 86 87 88 89 90 91 92 93 94 95 96 97 98 99 100

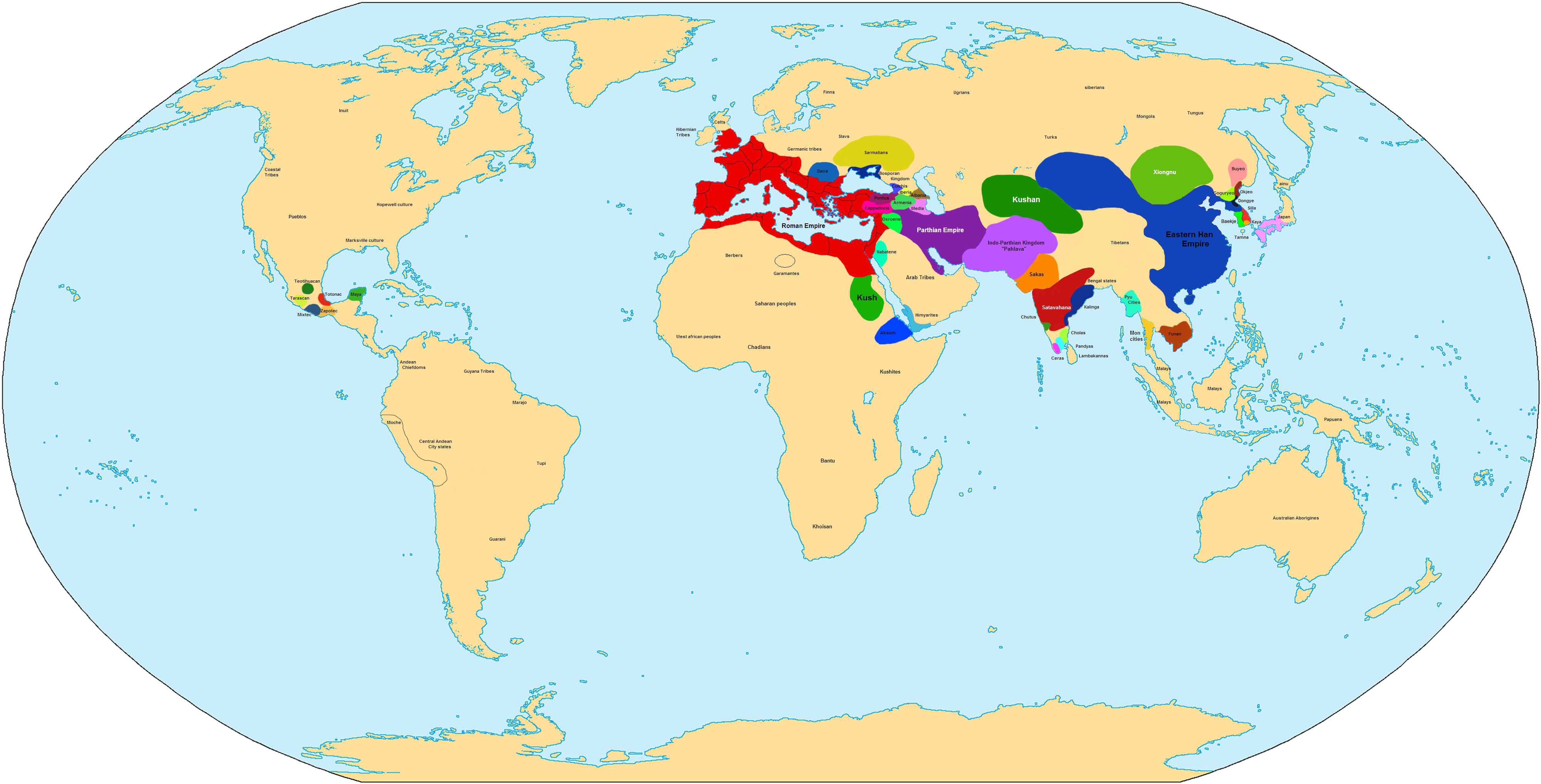
Świat w I wieku

## Urodzili się
- około 5–10 – Paweł z Tarsu
- około 50 – Plutarch, grecki pisarz i filozof
- około 55 – Tacyt, rzymski historyk
- około 69 – Swetoniusz, rzymski historyk
- około 100 – Klaudiusz Ptolemeusz, grecki uczony

## Zmarli
- 14 – Oktawian August, pierwszy cesarz rzymski
- 17 – Tytus Liwiusz, rzymski historyk
- 17 lub 18 – Owidiusz, rzymski poeta
- 30/33 – Jezus Chrystus
- 64/67 – Piotr Apostoł
- 79 – Pliniusz Starszy, zginął podczas obserwacji erupcji Wezuwiusza
- około 80 – Maciej Apostoł

## Wydarzenia w Europie
- 2–8 – Owidiusz tworzył Metamorfozy
- 6 – Cesarz Oktawian August nakazuje organizację pierwszej w historii straży pożarnej, Militia Vigilum.
- 4 – Rzymianie wkroczyli do Germanii
- 9
  - klęska Rzymian w Lesie Teutoburskim (zagłada 3 legionów)
  - ustalenie granicy imperium rzymskiego na Renie
- 10 – August zwolnił lekarzy w Rzymie od płacenia podatków
- około 10 – główne drogi w mieście Rzym zaczęto oświetlać pochodniami
- 14 – wybudowanie akweduktu Pont du Gard w pobliżu Nîmes
- 14–37 – rządy cesarza Tyberiusza
- 28 – Fryzowie podnieśli bunt (pierwszy) przeciw władzy Rzymu
- 32 – brak żywności wywołał rozruchy w Rzymie
- 41 – zabójstwo Kaliguli, nowym władcą Rzymu został Klaudiusz
- 43 – Klaudiusz rozpoczął podbój Brytanii, pd. Brytania stała się prowincją rzymską
- około 43 – założenie Londynu
- 46 – Tracja stała się prowincją rzymską
- 47 – Fryzowie ponownie ujarzmieni przez oddziały rzymskie
- 54 – Neron został cesarzem Rzymu
- 54–68 – wyprawa rzymskiego ekwity po bałtycki bursztyn (Pliniusz)
- 55–58 – wielka wyprawa zbrojna do Armenii
- 59 – Neron organizuje igrzyska na wzór grecki
- 60 – Boudika, królowa Icenów wznieciła powstanie przeciwko Rzymianom i prorzymsko nastawionym Brytom
- 64 – wielki pożar Rzymu, początek prześladowań chrześcijan
- 66 – Neron wręcza insygnia królewskie Tiridatesowi, władcy Armenii
- 66–67 – podróż Nerona do Grecji (masowy rabunek dzieł sztuki greckiej i ich wywóz do Rzymu)
- 67 – Neron nakazał rozpocząć odbudowę świątyni w Delfach
- 68 – zabójstwo Nerona, koniec rządów dynastii julijsko-klaudyjskiej, początek wojny domowej
- 69 – „rok czterech cesarzy”, ostatecznie cesarzem został Wespazjan, początek dynastii Flawiuszów
- 69–70 – powstanie w okręgach rzymskich, zorganizowane przez wodza Batawów – Cyvilisa (zwycięstwo Rzymian)
- około 70–79 – Pliniusz Starszy napisał Historię naturalną
- 73 – Wespazjan wprowadził nowy cenzus majątkowy i odnowił skład senatu
- 74 – wypędzenie filozofów z Rzymu
- 24 sierpnia 79 – wybuch Wezuwiusza zniszczył Pompeje, Herkulanum i Stabie
- 80
  - najazd Juliusza Agrykoli na Kaledonię
  - zakończenie budowy Koloseum, pożar Rzymu
- około 82 – budowa Łuku Tytusa w Rzymie
- 84 – Domicjan zakończył odbudowę świątyni w Delfach
- około 84 – Calgacus zjednoczył plemiona Brytów do walki z Rzymianami
- 89–102 – powstanie biblioteki Tytusa Flawiusza Pantainosa (Ateny)
- 92 – zakończenie budowy pałacu na Palatynie (Rzym)
- 95 – ponowne wypędzenie filozofów z Rzymu
- 98 – Trajan został cesarzem Rzymu, założył szkołę epikurejską w Atenach
- w Cesarstwie rzymskim zyskał na popularności kult perskiego boga Mitry
- rozkwit misteriów w Eleusis
- stopniowy zanik kultu Hery, Latony, Afrodyty i Artemidy
- rozkwit Aten pod panowaniem rzymskim
- rozwój astrologii i gnostycyzmu
- rozkwit handlu na szlaku bursztynowym
- lwy stały się rzadkością na obszarze Europy Zachodniej

## Wydarzenia w Azji
- 2 – ogólnokrajowy spis powszechny w Chinach
- 6 – Judea (łącznie z Samarią i Galileą) stała się rzymską prowincją
- 9–23 – uzurpacja Wang Manga przerwała 400-letnie panowanie dynastii Han w Chinach
- 17 – Kapadocja stała się prowincją rzymską
- 18 – najazd Partów na Indie
- około 25 – działalność Jana Chrzciciela
- około 27 – Jezus rozpoczął nauczanie w Galilei
- 7 kwietnia 30 – w Jerozolimie umarł na krzyżu Jezus Chrystus
- 34–35 – walki wewnętrzne w Partii
- 36 – pierwsze wieści o działalności misyjnej chrześcijan
- 45–67 – podróże misyjne św. Pawła
- 48
  - Południowi Xiongnu stali się lennikami Chińczyków
  - Sobór Apostolski
- około 50 – w Chinach pojawiła się porcelana
- 53 – król Partów Wologazes I zagarnął Armenię
- około 58 – święty Paweł napisał „Listy do Koryntian”
- około 60 – powstało imperium Kuszanów w Azji Środkowej
- 60 – wybuchło 10-letnie powstanie Żydów przeciw Rzymianom w Judei
- 62 – ukamienowanie Jakuba (brata Jezusa), biskupa Jerozolimy
- wrzesień 70 – Rzymianie zniszczyli Jerozolimę
- około 70 – powstała ewangelia Marka
- 78 – Kuszanowie rozpoczęli podboje w Indiach
- około 80 – powstały ewangelie Mateusza i Łukasza
- 91 – Chińczycy pokonali Północnych Xiongnu, których państwo przestaje istnieć
- około 100
  - obróbka metalu na wyspach Azji Południowo-Wschodniej
  - powstała ewangelia Jana
  - Zhang Heng skonstruował pierwszy sejsmograf (Chiny)
  - Marinos z Tyru opracował siatkę równoleżników i południków, stworzył mapę obejmującą Europę i część Azji (z Chinami włącznie)

## Wydarzenia w Afryce
- 1–50 – aleksandryjscy kupcy odbywają podróże handlowe bezpośrednio do Indii
- 45 – Rzymianie podbili Mauretanię (jako 2 nowe prowincje włączona do Cesarstwa rzymskiego)
- około 50 – ekspansja terytorialna królestwa Aksum
- około 70 – wczesne chrześcijaństwo dotarło do Aleksandrii
- około 80 – eksperymenty Herona z Aleksandrii z napędem parowym
- Rzymianie wprowadzili wielbłądy do sił porządkowych w Afryce Północnej

## Wydarzenia w Ameryce
- około 1 – początek dominacji kultury Mochica na wybrzeżu Peru
- około 50 – początek szczytowego okresu rozwoju kultury Recuay w Santa Valley w Peru
- około 100 – lud Mochica postawił piramidy Słońca i Księżyca w Peru